# Братчиково
Братчиково — посёлок в Пригородном районе Свердловской области России. Входит в муниципальный округ Горноуральский, управляется Николо-Павловской территориальной администрацией.
Ранее посёлок входил в состав Николо-Павловского сельсовета Пригородного района.

## География
Братчиково расположено на реке Шайтанке, в 10—15 километрах к югу от Нижнего Тагила и в двух километрах к западу от села Николо-Павловского. К западу и юго-западу от посёлка проходит Серовский тракт — автодорога регионального значения Екатеринбург — Серов. Возле посёлка она пересекается с дорогой местного значения Николо-Павловское — Антоновский.
В нескольких километрах от посёлка Братчиково находится гора Копчик.
Часовой пояс
Братчиково, как и вся Свердловская область, находится в часовой зоне МСК+2. Смещение применяемого времени относительно UTC составляет +5:00.

## История
Посёлок был основан в 1945 году для жительства пленных немецких солдат, взятых в годы Великой Отечественной войны. До 1966 года назывался посёлком песчаного карьера.

## Население
| 2002 | 2010 |
| ---- | ---- |
| 44   | ↗48  |

Структура
По данным Всероссийской переписи населения 2002 года, русские составляли 77 % от общего числа жителей посёлка Братчиково, немцы — 18 %. По данным переписи населения 2010 года, в посёлке проживали 48 человек — 25 мужчин и 23 женщины.

## Инфраструктура
В посёлке есть фельдшерский пункт. Ближайшие школа, почта и банк находятся в Николо-Павловском, ближайший магазин — возле коллективного сада «Металлист».